# بخش بلدهانه
بخش بلدهانه (به انگلیسی: Buldhana district) یک بخش در هند است که در مهاراشترا واقع شده‌است. بخش بلدهانه ۲٬۵۸۸٬۰۳۹ نفر جمعیت دارد.